# Bryan Bracey
Bryan Patrick Bracey, (nacido el 5 de agosto de 1975 en Chicago, Illinois) es un exjugador de baloncesto estadounidense. Con 2.01 metros de estatura, jugaba en la posición de alero.

## Trayectoria
- Malcolm X Junior College (1998-1999)
- Universidad de Oregón (1999-2001)
- San Lazaro (2001)
- Fayetteville Patriots (2001)
- Bnei HaSharon (2001-2002)
- Felice Scandone Avellino (2002)
- Hapoel Jerusalem B.C. (2002-2003)
- CB Murcia (2003)
- Huntsville Flight (2004)
- Cedar Rapids River Raiders (2004)
- Peristeri BC (2004-2005)
- Dinamo Moscú Oblast (2005)
- Makedonikos B.C. (2005-2006)
- Scafati Basket (2006-2007)
- Criollos de Caguas (2007)
- Élan Sportif Chalonnais (2007-2008)
- Mons-Hainaut (2009)
- AEL Limassol (2009-2010)
- Pagrati Atenas (2011)